# Matthew Bright
Matthew Bright est un réalisateur et scénariste américain, né le 8 juin 1952 aux États-Unis.

## Filmographie

### Scénariste
- Forbidden Zone (1980)
- Wildfire (1988)
- Le Démon des armes (1992)
- Dark Angel: The Ascent (en) (1994)
- Réducteur de têtes (en) (Shrunken Heads) (1994)
- Freeway (1996)
- Modern Vampires (en) (1998)
- Freeway II (en) (1999)
- Ted Bundy (2001)

### Réalisateur
- Freeway (1996)
- Freeway II (en) (1999)
- Ted Bundy (2002)
- Tiny Tiptoes (2003)
- Spring Breakers: Salvation Mountain (2026)